# Philopota maculicollis
Philopota maculicollis är en tvåvingeart som beskrevs av John Obadiah Westwood 1835. Philopota maculicollis ingår i släktet Philopota och familjen kulflugor. Inga underarter finns listade i Catalogue of Life.